# Karl Edvard Stuart
Karl Edvard Stuart (engelsk: Charles Edward Stuart) (fulde navn: Charles Edward Louis John Casimir Sylvester Severino Maria Stuart; født 31. december 1720, død 31. januar 1788) også kaldet "Den Unge Tronkræver" men bedst kendt som "Bonnie Prince Charlie" var den ældste søn af Jakob Edvard Stuart, barnebarn af Jakob 2. og 7., og den jakobitiske tronprætendent til de skotske og engelske troner fra 1766 til 1788 som "Karl 3."
Han huskes bedst for sin rolle i den Jakobitiske opstand i 1745 og hans nederlag i Slaget ved Culloden i april 1746, som afsluttede "den jakobitiske sag". Senere forsøg blev ikke til noget som en planlagt fransk invasion i 1759. Hans flugt fra Skotland efter opstanden førte til myten om ham som en romantisk figur.
Karl Edvard havde ingen legitime børn, men fik en uægte datter Charlotte, som han betragtede som sin arving og gjorde til "hertuginde".

## Tidlige liv
Karl blev født i Palazzo Muti, Rom, Italien, den 31. december 1720, hvor hans far havde fået bopæl af pave Clement 11. Han tilbragte næsten hele sin barndom i Rom og Bologna. Han var søn af "Den Gamle Tronkræver" , Jakob Edvard Stuart, søn af den landsforviste Stuart-konge Jakob 2. og 7., og Maria Clementina Sobieska, barnebarn af Johan 3. Sobieski, mest berømt for sejren over de osmanniske tyrkere i 1683 Slaget ved Wien.
Han havde en privilegeret barndom i Rom, hvor han blev opdraget katolsk i en kærlig, men argumenterende familie. Som de legitime arvinger til tronerne i England, Skotland og Irland – ifølge den jakobinske tronfølge – levede hans familie med en følelse af stolthed og troede trofast på kongernes guddommelige ret.
Hans farfar, Jakob 2. af England, Irland og 7. i Skotland, regerede landene fra 1685 til 1688. Han blev afsat, da Parlamentet inviterede den hollandske protestantiske William 3. og hans kone, prinsesse Maria, kong Jakobs ældste datter, til at erstatte ham i revolutionen i 1688, kaldet "Den Gloværdige Revolution". Mange protestanter, herunder en række fremtrædende parlamentarikere, havde været bekymret for, at kong Jakob ville gøre England katolske igen. Siden Jakobs eksil havde "den jakobitiske sag" stræbt efter at bringe en Stuart-konge tilbage på tronerne i England og Skotland, som havde været forenet siden 1603, hvor Jakob 6. og 1., med Acts of Union i 1707 dannede Det Forenede Kongerige Storbritannien (selvom denne titel først blev officiel under dronning Anne). Charles Edward spillede en stor rolle i forfølgelsen af "den jakobitiske sag".
I 1734 overværede Karl Edvard den franske og spanske belejring af Gaeta, hans første krig. Hans far opnåede fornyet støtte fra den franske regering i 1744, hvorefter Karl Edvard rejste til Frankrig med det ene formål at lede en fransk hær i en invasion af England. Invasionen blev aldrig til noget, da invasionsflåden blev spredt af en storm. Da flåden omsider omgrupperede sig, indså den britiske flåde at, den var blevet bedraget og genoptog herefter sin position i Den Engelske Kanal. Ufortrødent var Karl Edvard besluttet på at fortsætte sin søgen efter genoprettelsen af Stuarts.

## Opstanden i 1745
I december 1743 udråbte Karls far ham til prinsregent. Det gav ham myndighed til at handle i hans navn. Han indledte et franskstøttet oprør 18 måneder senere for at placere sin far på tronerne i England og Skotland. Han skaffede midler til skibet Elisabeth, en gammel orlogsmand på 66 kanoner, og Du Teillay (undertiden kaldet Doutelle), en 16-pistol kaper, som med held landsatte ham og syv kammerater på Eriskay den 23. juli 1745. Han havde håbet på støtte fra en fransk flåde, men den blev hårdt beskadiget af storme, og han blev overladt til at rejse en hær i Skotland.
Mange højlandsklaner støttede stadig "den jakobitiske sag", både katolske og protestantiske, og Karl håbede på en varm velkomst fra disse klaner til et oprør fra jakobitter i hele Storbritannien. Han hævede sin fars standart i Glenfinnan og samlede en styrke, der var stor nok til, at han kunne marchere mod Edinburgh. Lord Provost Archibald Stewart, som kontrollerede byen, overgav sig hurtigt.
Den 21. september 1745 besejrede Karl den eneste regeringshær i Skotland i slaget ved Prestonpans ledet af general Sir John Cope. Briternes katastrofale forsvar mod jakobitterne udødeliggøres i sangen "Johnnie Cope". I november marcherede Karl sydpå i spidsen for ca. 6.000 mand. Efter at have taget Carlisle, indtog de derefter Swarkestone Bridge i Derbyshire. Her, på trods af Karls indvendinger, besluttede hans råd at vende tilbage til Skotland, da manglen på engelsk og fransk støtte og rygter om, at store regeringsstyrker blev samlet. Jakobitterne marcherede endnu en gang nordpå og vandt slaget ved Falkirk Muir, men de blev forfulgt af George 2.'s søn Prins William, hertug af Cumberland, som indhentede dem i slaget ved Culloden den 16. april 1746.
Karl ignorerede general lord George Murray og valgte at kæmpe på flad, åben, sumpet grund, hvor hans styrker blev udsat for overlegen regeringsildkraft. Han kommanderede sin hær fra en position bag sine linjer, hvor han ikke kunne se, hvad der foregik. Han håbede, at Cumberlands hær ville angribe først og hans mænd blev udsat for det britiske kongelige artilleri. Da han indså fejlen, beordrede han hurtigt et angreb, men hans budbringer blev dræbt, før ordren kunne leveres. Jacobitangrebet var ukoordineret, og de blev ramt af krydsild.
Jakobitterne brød igennem en linje af rødfrakkernes bajonetter ét sted, men de blev hurtigt skudt ned af 2. linje af soldater, og de flygtede. Cumberlands tropper begik angiveligt en række grusomheder, da de jagtede de besejrede jakobittiske soldater, og det gav ham titlen "Slagteren". Murray formåede at føre en gruppe jakobitter til Ruthven, der havde til hensigt at fortsætte kampen. Men Karl troede, at han blev forrådt og opgav den jakobittiske sag.
Karl flygtede; først gemte han sig på Skotlands heder, altid knap nok foran regeringsstyrkerne. Mange højlænderne hjalp ham, og ingen af dem forrådte ham for belønningen på £30.000 (svarende til ca. £6,646,901 i dag, som er ca. 55 mio. dkk). Karl blev bistået af Donald Macleod af Galtrigill, kaptajn Con O'Neill, der tog ham til Benbecula, og Flora MacDonald, der hjalp ham med at flygte til Isle of Skye ved at gemme ham i en båd forklædt som hendes stuepige "Betty Burke". Han undgik tilfangetagelse og forlod landet om bord på den franske fregat L'Heureux og ankom til Frankrig i september 1746. "The Prince's Cairn" markerer det traditionelle sted på bredden af Loch nan Uamh i Lochaber, stedet for hans endelige afgang fra Skotland. Da jakobitsagen var tabt, tilbragte Karl resten af sit liv på kontinentet, bortset fra et hemmeligt besøg i London.

## Senere liv
Mens han var i Frankrig, havde han mange affærer; den ene med sin kusine Marie Louise de La Tour d'Auvergne, hustru til Jules, Prins af Guéméné, resulterede i en søn Karl (1748-1749). I 1748 blev han udvist af Frankrig i henhold til Aix-la-Chapelle-traktaten, der afsluttede den østrigske arvefølgekrig.
Karl levede i flere år i eksil med sin skotske elskerinde, Clementina Walkinshaw, som han mødte og kan have indledt et forhold til, under oprøret i 1745. I 1753 fik parret en datter, Charlotte Stuart, Hertuginde af Albany. Karls manglende evne til at klare sammenbruddet af den jakobitiske sag førte til hans problem med alkohol og hans elskerinde og datter forlod ham med Karls far Jakobs medvirken. Charlotte fortsatte med at få tre uægte børn nu med Ferdinand, et kirkeligt medlem af Rohan-familien. Deres eneste søn var Karl Edvard Stuart, greve Roehenstart. Clementina var mistænkt af mange af Karls tilhængere for at være spion plantet af den hannoveranske regering i Storbritannien.
I 1766 døde Karls far. Pave Clement 13. havde anerkendt Jakob som konge af England, Skotland og Irland som "James 3. og 7.", men gav ikke Karl den samme anerkendelse.
I 1772 giftede Karl sig med prinsesse Louise af Stolberg-Gedern. De boede først i Rom og i 1774 flyttede til Firenze, hvor han i 1777 købte Palazzo di San Clemente, nu også kendt som Palazzo del Pretendente. I Firenze begyndte han at bruge titlen "Greve af Albany" som et alias. Denne titel bruges ofte til ham i europæiske publikationer; Louise blev næsten altid kaldt "grevinde af Albany".
I 1780 forlod Louise Karl. Hun hævdede, at Karl havde misbrugt hende fysisk; denne påstand blev generelt troet af samtidige. På det tidspunkt var Louise allerede involveret i et forhold til den italienske digter grev Vittorio Alfieri.
I 1783 underskrev Karl en legitimering af sin uægte datter Charlotte, født i 1753 til Clementina Walkinshaw (senere kendt som grevinde von Alberstrof). Karl gav også Charlotte titlen "hertuginde af Albany" i Skotlands adelskalender og prædikatet "Hendes Kongelige Højhed", men disse æresbevisninger gav ikke Charlotte arveret til tronen. Charlotte boede sammen med sin far i Firenze og Rom i de næste fem år.

## Død og begravelse
Karl døde i en alder af 67 i Rom af et slagtilfælde den 31. januar 1788. Han blev først begravet i Frascati-katedralen ved Rom, hvor hans bror Henrik Benedict Stuart var biskop. Ved Henriks død i 1807 blev Karls jordiske rester (undtagen hans hjerte) flyttet til krypten i Peterskirken i Vatikanet, hvor de blev lagt til hvile ved siden af hans brors og hans fars og under det sted, hvor monumentet til Royal Stuarts senere blev rejst. Hans mor er også begravet i Peterskirken. Hans hjerte forblev i Frascati Cathedral, hvor det er indeholdt i en lille urne under gulvet under et monument.

## Titler
Fra sin fødsel blev Karl Edvard tiltalt "Prins af Wales" (rettelig Fyrste af Wales), som hans fars "kronprins". Han blev desuden tituleret Hertug af Albany, Markis af Ormond, Jarl af Ross og Lord Ardmannach, som den Skotske kronprins. Disse titler har historisk været titlerne for de skotske kronprinser. Efter sit nederlag i Slaget ved Culloden, tiltalte Karl sig ofte selv som "Comte d'Albanie" eller Greve af Albany. Da titlen 'greve' ikke eksisterer i adelskalendren, bliver denne titel oversat på engelsk til "Earl of Albany" (Jarl af Albany). Af jakobitter blev Karl kaldt "Karl 3. af Skotland, England og Irland".